# Turtur
Turtur – rodzaj ptaków z podrodziny treronów (Raphinae) w rodzinie gołębiowatych (Columbidae).

## Zasięg występowania
Rodzaj obejmuje gatunki występujące w Afryce.

## Morfologia
Długość ciała 20–25 cm; masa ciała 50–135 g.

## Systematyka

### Etymologia
- Turtur: łac. turtur, turturis „turkawka”[8].
- Chalcopelia: gr. χαλκος khalkos „brąz, miedź”; πελεια peleia „gołąb”[9]. Gatunek typowy: Columba afra Linnaeus, 1766.
- Chalcoptera: gr. χαλκοπτερος khalkopteros „ze skrzydłami o metalicznym odcieniu, brązowoskrzydły”, od χαλκος khalkos „brąz, miedź”; πτερον pteron „skrzydło”[10]. Gatunek typowy: Columba tympanistria Temminck, 1809.
- Calopelia: gr. καλος kalos „piękny”; πελεια peleia „gołąb”[11]. Gatunek typowy: Columba puella Schlegel, 1848 (= Chalcopelia Brehmeri Hartlaub, 1865).

### Podział systematyczny
Do rodzaju należą następujące gatunki:
- Turtur chalcospilos (Wagler, 1827) – turkaweczka zielonoplamkowa
- Turtur abyssinicus (Sharpe, 1902) – turkaweczka czarnodzioba
- Turtur afer (Linnaeus, 1766) – turkaweczka modroplamkowa
- Turtur tympanistria (Temminck, 1809) – turkaweczka białoczelna
- Turtur brehmeri (Hartlaub, 1865) – turkaweczka modrogłowa